# Yu Zhengsheng
Yu Zhengsheng, född i april 1945, är en pensionerad kinesisk kommunistisk politiker på nationell nivå. 

## Bakgrund
Yu Zhengsheng härstammar från Shaoxing i Zhejiang-provinsen, men föddes i Yan'an då hans far Yu Qiwei, mer känd som Huang Jing, var partisekreterare i Pingyuan-grenen i centralkommitténs norra byrå. På grund av sin koppling till Shaanxi-provinsen räknas Yu till "Shaanxi-klicken" i politbyråns ständiga utskott. Yus mor var journalisten Fan Jin och han är svärson till generalmajor Zhang Zhenhuan. 
Yu studerade 1963-1968 vid från Harbins militäringenjörinstitut och tog examen med specialisering på automatiserade missiler. Han gick med i Kinas kommunistiska parti i november 1964. I december 1968 sändes han arbeta vid en fabrik i Zhangjiakou i Hebei, och fram till mitten på 1980-talet verkade han som elektroingenjör.
1985 hoppade hans bror Yu Qiangsheng, som var chef för den nordamerikanska byrån på Ministeriet för statssäkerhet, av till USA och avslöjade en kinesisk dubbelagent i CIA. Yu Zhengshengs goda kontakter inom den politiska eliten räddade honom från att dras in i skandalen, men han är en kontroversiell person på grund av sin bror.

## Karriär

### Kommunpolitik (1985-1997)
Yu fick sin första viktiga politiska post 1985 som vice partisekreterare för Yantai i Shandong, där han 1987 även blev borgmästare. Han förflyttades 1989 till Qingdao, även där som vice partisekreterare och borgmästare. Han befordrades 1992 till full partisekreterare.

### Minister (1997-2002)
Yu blev 1997 vice infrastrukturminister och följande år full infrastrukturminister i Zhu Rongjis regering.

### Provinspolitik (2002-2013)
Efter fem år i huvudstaden återvände Yu 2002 till den lokala nivån som partisekreterare för Hubei. På kongressen samma år fick han även en plats i den sextonde politbyrån i Kinas kommunistiska parti.
Därefter fick han 2007 det mycket eftertraktade jobbet som partisekreterare för megastaden Shanghai, där han faktiskt efterträdde blivande partiledaren och presidenten Xi Jinping som gjort ett kort gästspel där. Yu kom att bli desto mer långvarig i Shanghai, fem år, och hade huvudansvar för världsutställningen 2010. Bland de problem han fick ta itu med i Shanghai ingick förlängningen av stadens maglev-linje.

### Talman (2013-2017)
På den 18e partikongressen 2012 valdes Yu in politbyråns ständiga utskott på plats nummer 4. Året därpå valdes han till talman i Kinesiska folkets politiskt rådgivande konferens, som ungefär motsvarar överhuset i parlament med tvåkammarsystem - "underhuset" är i så fall Nationella folkkongressen som då leddes av Yus överordnade Zhang Dejiang.
Den 1-4 juni 2013 besökte Yu Zhengsheng Sverige för att träffa representanter för svenska myndigheter och näringsliv. Han togs även emot i officiellt audiens av kung Carl XVI Gustaf.